# Internationaler Lenin-Friedenspreis

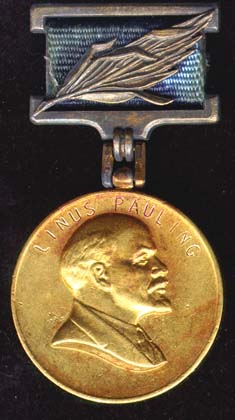
Avers des Preises (mit Gravur des Preisträgers Linus Pauling)

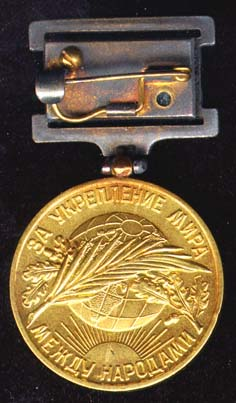
Revers des Preises

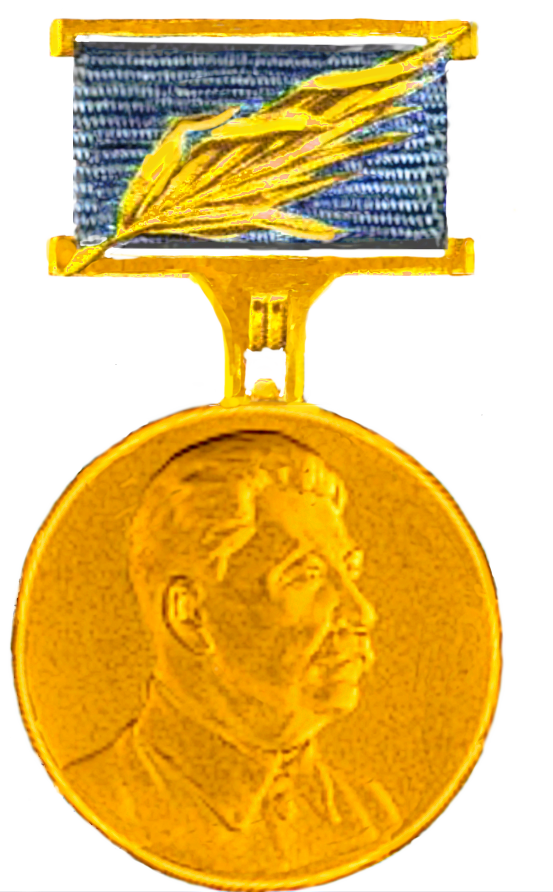
Internationaler Stalinpreis für die Festigung des Friedens zwischen den Völkern

Der Internationale Leninpreis für die Festigung des Friedens zwischen den Völkern (bis 1955: Internationaler Stalinpreis für die Festigung des Friedens zwischen den Völkern) wurde am 20. Dezember 1949 vom Präsidium des Obersten Sowjets der UdSSR anlässlich des siebzigsten Geburtstags von Josef Stalin gestiftet. Er wurde jährlich in Moskau an bis zu zehn Personen verliehen.
Die Auszeichnung galt als Antwort der Sowjetunion auf den Friedensnobelpreis und wurde durch ein internationales Preiskomitee verliehen. In der Regel wurden jeweils mehrere Personen ausgezeichnet. Vorsitzender des Preiskomitees war von 1950 bis 1973 der Physiker Dmitri Skobelzyn, danach bis 1987 der Onkologe Nikolai Blochin und zuletzt, nach der Neuregelung des Preises 1989, der Schweißtechniker Borys Paton.
Im Zuge der Entstalinisierung wurde der Name per Erlass des Präsidiums des Obersten Sowjets vom 6. September 1956 in Internationaler Leninpreis für die Festigung des Friedens zwischen den Völkern (russisch Международная Ленинская премия «За укрепление мира между народами») geändert. Alle bisherigen Preisträger wurden damals aufgefordert, ihre Medaillen zum Umtausch einzusenden. In der Folgezeit erfolgte die Bekanntgabe der Preisträger nicht mehr an Stalins Geburtstag im Dezember, sondern in der Regel am 1. Mai.
Am 11. Dezember 1989 wurde die Vergabe des Preises vom Obersten Sowjet neu geregelt. Sie sollte von nun an alle zwei Jahre erfolgen; der oder die Preisträger sollten jeweils an Lenins Geburtstag, dem 22. April, bekanntgegeben werden. Bis zur Auflösung der Sowjetunion 1991 erfolgte nur noch eine Preisvergabe nach der neuen Regelung.

## Preisträger

### Internationaler Stalin-Friedenspreis
- 1950: Frédéric Joliot-Curie, Song Qingling, Hewlett Johnson, Eugénie Cotton, Arthur Moulton, Pak Chong Ae, Heriberto Jara[3]

- 1951: Guo Moruo, Pietro Nenni, Ōyama Ikuo, Monica Felton, Anna Seghers[4], Jorge Amado[5]

- 1952: Yves Farge, Saifuddin Kitchlew, Eliza Branco, Paul Robeson, Johannes R. Becher, James Gareth Endicott, Ilja Ehrenburg[6]

- 1953: Pierre Cot, Sahib Singh Sokhey, Andrea Gaggero, Isabelle Blume, Howard Fast, John Bernal, Leon Kruczkowski, Pablo Neruda, Andrea Andreen, Nina Popowa[7]

- 1954: Denis Nowell Pritt, Alain Le Léap, Thakin Kodaw Hmaing, Bertolt Brecht, Felix Iversen, André Bonnard, Baldomero Sanín Cano, Prijono, Nicolás Guillén[8]

- 1955: Lázaro Cárdenas, Mohamed al-Aschmar, Joseph Wirth, Tôn Đức Thắng, Akiko Seki, Ragnar Forbech[9]

### Internationaler Lenin-Friedenspreis
- 1956: Chandrasekhara Venkata Raman, Emmanuel d’Astier de la Vigerie, Maria Rosa Oliver, Nikolai Tichonow, Udakendawala Siri Saranankara Thero, Danilo Dolci, Heinrich Brandweiner[10]

- 1957: Kaoru Yasui, Arnold Zweig, Louis Saillant, Artur Lundkvist, Josef Hromádka[11]

- 1958: Nikita Chruschtschow, William Edward Burghardt Du Bois, Otto Buchwitz, Kostas Varnalis, Ivor Montagu[12]

- 1959: Sukarno, Cyrus Eaton, Laurent Casanova, Alexander Korneitschuk, Aziz Sherif[13]

- 1960: Fidel Castro Ruz, Sékou Touré, Rameshwari Nehru, Mihail Sadoveanu, Antoine Georges Tabet, Ostap Dłuski, William Morrow[14]

- 1961: Kwame Nkrumah, István Dobi, Faiz Ahmed Faiz, Olga Poblete de Espinosa[15]

- 1962: Modibo Keïta, Manolis Glezos, Georgi Traikow, Pablo Picasso[16]

- 1963: Ahmed Ben Bella, Dolores Ibárruri, Herluf Bidstrup[17], Oscar Niemeyer[18]

- 1964: Aruna Asaf Ali, Rafael Alberti, Kaoru Ota, Gordon Schaffer[19]

- 1965: Dschamsrangiin Sambuu, Joseph Peter Curtis, Mirjam Vire-Tuominen, Miguel Ángel Asturias, Giacomo Manzù[20]

- 1966: Martin Niemöller, Abram Fischer, David Alfaro Siqueiros, Ivan Málek, Rockwell Kent, Herbert Warnke[21]

- 1967: Nguyễn Thị Định, Jorge Zalamea Borda, Romesh Chandra, Jean Effel, Endre Sík, Joris Ivens[22]

- 1968–69: Ludvík Svoboda, Linus Pauling, Shafiah Achmed el Sheikh, Jarosław Iwaszkiewicz, Akira Iwai, Bertil Svahnström, Khaled Mohieddin[23]

- 1970–71: E. H. S. Burhop, Renato Guttuso, Zola Dragoitschewa, Kamal Dschumblat, Ernst Busch, Alfredo Varela[24]

- 1972: Leonid Breschnew, Salvador Allende Gossens, Enrique Pastorino, James Aldridge,[25] Kamal Dschumblat[26]

- 1973–74: Luis Corvalán, Jeanne Martin Cissé, Raymond E. M. E. Goor[27]

- 1975–76: János Kádár, A. Agostinho Neto, Samora M. Machel, Hortensia Bussi de Allende, Seán MacBride, Pierre Pouyade, Giannis Ritsos[28]

- 1977–78: Kurt Bachmann, Freda Brown, Angela Davis, K. P. S. Menon, Halina Skibniewska, Vilma Espín Guillois[29]

- 1979: Urho K. Kekkonen, Lê Duẩn, Miguel Otero Silva, Hervé Bazin, Abd al-Rahman al-Khamissi[30]

- 1980–82: Mikis Theodorakis, Líber Seregni, Mahmud Darwisch, John Morgan[31]

- 1983–84: Indira Gandhi, Nguyễn Hữu Thọ, Josef Weber, Jean-Marie Legay, Luis Vidales, Eva Palmaer[32]

- 1985–86: Julius K. Nyerere, Herbert Mies, Petar Tantschew, Dorothy Hodgkin, Miguel d’Escoto Brockmann[33]

- 1990: Nelson Mandela[34][35]